# Sphaeralcea leptophylla
Sphaeralcea leptophylla là một loài thực vật có hoa trong họ Cẩm quỳ. Loài này được (A. Gray) Rydb. miêu tả khoa học đầu tiên năm 1913.